# Stefan Kosiński (adwokat)
Stefan Kosiński (ur. 21 maja 1909 w Staromieściu, dziś Rzeszów, zm. 7 marca 1991) – polski adwokat.

## Życiorys
W 1929 ukończył gimnazjum w Rzeszowie i w 1929 rozpoczął studia na Wydziale Prawa Uniwersytetu Jagiellońskiego, które ukończył z wynikiem celującym. Podczas studiów odbywał służbę wojskową w 17 Pułku Piechoty w Rzeszowie (1932/33). W 1934, po ukończeniu studiów odbył aplikację w Prokuratorii Generalnej w Krakowie, ukończoną w 1937. Uzyskał też tytuł doktora prawa na podstawie rozprawy Odnowienie zobowiązań. Pracował jako asystent w Katedrze Prawa Cywilnego UJ , odbył też aplikację sądową. Ogłosił drukiem prace Uzupełnienia do prawa cywilnego – zobowiązania prof. Fryderyka Zolla, oraz Międzynarodowa pomoc prawna. Po ukończeniu aplikacji pracował w krakowskim oddziale Prokuratorii Generalnej. W sierpniu 1939 zmobilizowany w stopniu podporucznika do pułku piechoty w Rzeszowie. W czasie kampanii wrześniowej dowodził oddziałem walczącym na linii Dunajca, pod Birczą i Wojniczem. Po zakończeniu walk powrócił do Krakowa. 6 listopada 1939 uniknął aresztowania podczas Sonderaktion Krakau, jednak wkrótce potem został aresztowany pod zarzutem ukrywania dokumentów Prokuratorii Generalnej. Z braku dowodów zwolniony. Wykładał prawo cywilne na Tajnym Uniwersytecie Jagiellońskim. Po zakończeniu wojny Okręgowa Rada Adwokacka dwukrotnie odmawiała uznania przedwojennych uprawnień Kosińskiego. Ostatecznie Kosiński wygrał przed Sądem Najwyższym prawo do wykonywania zawodu. Był obrońcą z urzędu hitlerowskiego zbrodniarza Josefa Bühlera. Bronił również krakowskich studentów, biorących udział w demonstracji 3 maja 1946, a także był adwokatem działaczy Polskiego Stronnictwa Ludowego (w tym Stanisława Mierzwy), członków Zrzeszenia Wolność i Niezawisłość (w tym Franciszka Niepokólczyckiego), działaczy „Solidarności” w okresie stanu wojennego. Pełnił również liczne funkcje w krakowskiej Radzie Adwokackiej. Był członkiem Wydziału Wykonawczego w Naczelnej Radzie Adwokackiej i członkiem Rady Programowej Ośrodka Badawczego Adwokatury. Prowadził szkolenia aplikantów prawniczych. W 1987, z okazji 50. rocznicy, odbyło się uroczyste odnowienie jego doktoratu. Pochowany na cmentarzu Rakowickim.

## Ordery, odznaczenia, upamiętnienia
- Złoty Krzyż Zasługi (PRL)
- Krzyż Kawalerski Orderu Odrodzenia Polski (PRL)
- Złota Odznaką Adwokatury Naczelnej Rady Adwokackiej
- Medal Pro Lege et Libertate Rady Adwokackiej w Krakowie
- W 2020 imieniem Stefana Kosińskiego nazwano skwer w Krakowie, pomiędzy aleją Powstania Warszawskiego, a Ogrodem Botanicznym[2]